# Jesús me quiere
Jesús Me Quiere (en alemán, Jesus Liebt Mich) es la segunda novela de David Safier, publicada en Alemania en 2008 en la editorial Rowohlt Verlag GmbH de Hamburgo. En España la publicó Seix Barral (Barcelona), y fue su primera edición en el año 2010. 

## Argumento
Marie no tiene suerte en el amor. Siempre se enamora del hombre equivocado hasta el punto de que en su última relación ha tenido que cancelar su boda. Justo después de este suceso, conoce a un nuevo hombre, un carpintero. En su primera cita, este le dice que es Jesucristo y que el próximo martes va a ser el juicio final, inicialmente Marie le tomará por un loco pero, poco a poco, se irá dando cuenta de que es verdad y que el destino de su corazón y del mundo dependen de ella.